# 17988 Joannehsieh
17988 Joannehsieh è un asteroide della fascia principale. Scoperto nel 1999, presenta un'orbita caratterizzata da un semiasse maggiore pari a 2,3786159 UA e da un'eccentricità di 0,0733790, inclinata di 6,01854° rispetto all'eclittica.